# Місоол

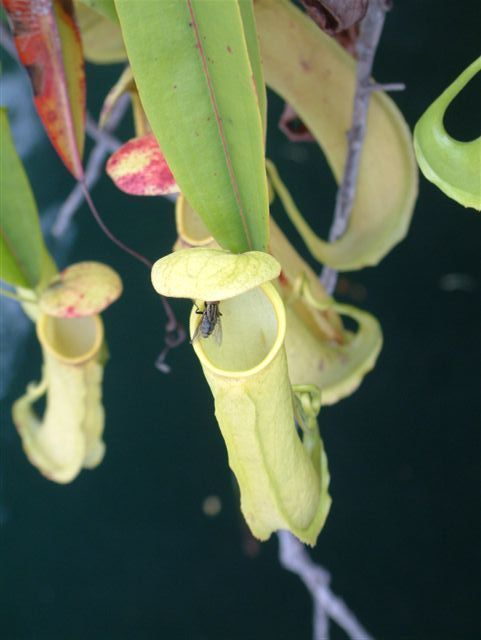
Комахоїдна рослина — представник флори острова

Місоол — один з чотирьох великих островів архіпелагу Раджа-Ампат у провінції Західне Папуа, Індонезія. Площа становить 2034 км². Найвища точка сягає 535 м. Головне місто острова — Вайгама, розташоване на північному березі.

## Фауна
На острові поширені такі види тварин: echymipera kalubu, dorcopsis muelleri, phalanger orientalis, spilocuscus maculatus, macroglossus minimus, pteropus conspicillatus тощо.